# کم‌خونی همولیتیک خودایمنی
کم‌خونی همولیتیک خودایمنی به انگلیسی: (AIHA) گونه‌ای از کم‌خونی است که آنتی‌بادی‌های خود شخص، علیه گلبول قرمز خون عمل می‌کنند.
در این حالت گلبول‌های قرمز واپاشی (lyse) شده منجر به کاهش غلظت پلاسمای خون می‌شود.
طول عمر گلبول‌های قرمز که در حالت عادی ۱۰۰ تا ۱۲۰ روز است، در موارد شدید این بیماری به چند روز کاهش می یابد.
این بیماری دو گونه کم‌خونی همولیتیک خودایمنی گرم و کم‌خونی همولیتیک خودایمنی سرد دارد.
شیوع این بیماری یک تا ۳ نفر از ۱۰۰ هزار نفر در سال است.
این بیماری نباید با بیماری‌های فاویسم، تالاسمی و کم‌خونی داسی‌شکل اشتباه شود.

## علل
گلبول‌ها یا سلول‌های خون در مغز استخوان ساخته می‌شوند و سه نوع اصلی گلبول‌ وجود دارد:
- گلبول‌های سفید که برای مبارزه با عفونت‌ها هستند.
- پلاکت‌ها که به لخته شدن خون و جلوگیری از خونریزی کمک می‌کنند.
- گلبول‌های قرمز که اکسیژن را به همه جای بدن از طریق هموگلوبین منتقل می‌کنند.[۲]

به‌طورکلی، گلبول‌های سفید، آنتی‌بادی تولید می‌کنند و آنتی‌بادی‌ها به گلبول‌های قرمز متصل می‌شوند و در سراسر بدن منتقل می‌شوند، با میکروب‌ها مبارزه می‌کنند و سایر عوامل خارجی‌ای را که نباید وجود داشته باشند. اما در اختلال AIHA، بدن آنتی‌بادی‌هایی می‌سازد به گلبول‌های قرمز حمله می‌کند، چون فکر می‌کند آن‌ها موادی ناخواسته یا خارجی هستند که این امر ممکن است به دلایل زیر اتفاق افتاده باشد:
- یک بیماری عفونی
- بعضی از انواع سرطان‌ها
- تزریق خونی ناسازگار با گروه خونی شخص
- گروه خونی متفاوت جنین و مادر
- قرارگیری در معرض سموم خاص یا مواد شیمیایی و داروها[۳]

## علائم
بعضی از علائم مشخص‌شده برای این بیماری به شکل زیر است:
- تب
- ضعف عمومی
- خستگی
- مشکل در تمرکز
- رنگ‌پریدگی
- ضربان قلب تند
- تپش قلب
- تنگی نفس
- زردی پوست
- ادرار تیره
- درد عضلانی
- سردرد
- حالت تهوع
- استفراغ و اسهال
- احساس سبکی در سر هنگام ایستادن
- مشکل در تنفس
- احساس درد در زبان[۴]

## انواع
برای کم‌خونی همولیتیک خودایمنی دو طبقه‌بندی وجود دارد. طبقه‌بندی گرم یا سرد به نوع آنتی‌بادی‌های درگیر بستگی دارد:
- کم‌خونی همولیتیک خودایمنی گرم
- کم‌خونی همولیتیک خودایمنی سرد

## تشخیص
برای تشخیص این بیماری چند راه و آزمایش وجود دارد:
- تست کومبس
- شمارش کامل خون
- شمارش رتیکولوسیت
- آزمایش بیلی‌روبین
- آزمایش هاپتوگلوبین
- آزمایش آگلوتینین سرد[۵]

## درمان
این بیماری در برخی بزرگسالان می‌تواند بیماری درازمدتی باشد که به دفعات برگردد اما در کودکان نادر و معمولاً موقت است. بالاترین آمار ابتلا به این بیماری در کودکان مربوط به سن پیش‌دبستانی است. برای بیشتر بچه‌ها غالباً هیچ درمانی لازم نیست و علائم بدون مداخله ناپدید می‌شوند و برای کودکانی که به درمان نیاز دارند، همان گزینه‌های درمانی بزرگسالان استفاده می‌شود. با این حال، اگر در دو سال اول زندگی یا در سال‌های نوجوانی بروز کند، بیماری اغلب دوره مزمن‌تری دارد و نیازمند سرکوب طولانی‌مدت سیستم ایمنی است و عواقبی جدی در رشد و تکامل کودک دارد. هدف درمان گاهی کاهش مصرف استروئیدها در کنترل بیماری است که در این حالت امکان دارد از عمل برداشتن طحال‌ و همچنین سایر داروهای سرکوب‌کنندهٔ سیستم ایمنی استفاده شود. عفونت، یکی از نگرانی‌های جدی در بیمارانی است که تحت درمان با سرکوب طولانی‌مدت سیستم ایمنی هستند. این به ویژه در کودکان بسیار خردسال یعنی کمتر از دو سال مهم است.
گزینه‌های درمان کم‌خونی همولیتیک بستگی به تعداد عوامل دارد. اگر کم‌خونی خفیف باشد اغلب اوقات بدون درمان رفع می‌شود. بین ۷۰ تا ۸۰ درصد افراد نیازی به هیچ درمان یا مداخله حداقلی ندارند. البته بعضی از افراد به دارو، جراحی یا تزریق خون نیاز دارند. عوامل مؤثر بر نیاز به درمان عبارتند از:
- سن شخص، وضعیت سلامت و سابقهٔ پزشکی
- شدت کم‌خونی چقدر است
- علت بیماری
- تحمل شخص برای درمان‌های مختلف
- انتظار کارشناسان درمان از بهبود علائم

## گزینه‌های درمان
گزینه‌های درمانی به شرح زیر است:
دارو
ممکن است پزشکان داروهای کورتیکواستروئیدی یا شبه کورتیزون تجویز کنند تا پاسخ سیستم ایمنی را تضعیف کنند. این کار معمولاً نخستین نوع درمان برای افراد مبتلا به کم‌خونی همولیتیک اولیه است و می‌تواند به بهبود علائم در بسیاری از انواع شایع کم‌خونی همولیتیک کم کند. در موارد شدید و اگر این داروها مؤثر نباشند، پزشک داروهای دیگری را تجویز می‌کند که سیستم ایمنی را سرکوب می‌کنند که به عنوان درمان سرکوب‌کنندهٔ ایمنی شناخته می‌شود. این درمان دارویی به کاهش پاسخ ایمنی بدن کمک می‌کند. این داروها به جلوگیری از حمله سیستم ایمنی بدن به مغز استخوان کمک می‌کند. این امر به سلول‌های ساقهٔ استخوان اجازه رشد می‌دهد و می‌تواند تعداد گلبول‌های قرمز را افزایش دهد. البته هم داروهای کورتیزون و هم سرکوب‌کنندهٔ ایمنی عوارض منفی دارند. برخی داروها به شرح زیر است:
- داروهای کورتیکواستروئید برای درمان نوع گرم این بیماری به همراه داروهای سرکوب‌کنندهٔ سیستم ایمنی مانند دانازول و آزاتیوپرین به کار برده می‌شود.
- از میان بردن شرایط سرما برای درمان نوع سرد این بیماری مفید است.

جراحی
اگر درمان دارویی مؤثر نباشد، پزشکان جراحی را توصیه می‌کنند. طحال مسئول از بین بردن گلبول‌های قرمز جریان خون است از جمله آنهایی که متصل به آنتی‌بادی هستند. برداشتن طحال به بدن این امکان را می‌دهد که آن گلبول‌های قرمز را حفظ کند. این روش به پیشگیری از کم‌خونی کمک می‌کند.
انتقال خون
اگر علائم شدید باشد و گزینه‌های دیگر درمانی مؤثر نباشند، بیمار نیازمند تزریق و انتقال خون است.

## کم‌خونی همولیتیک خودایمنی در بچه‌ها
کم‌خونی همولیتیک در کودکان هم بوجود می‌آید. البته طبق گفتهٔ دانشگاه شیکاگو کمتر از ۲ نفر در هر ۱۰۰ هزار نفر قبل از ۲۰ سالگی کم‌خونی همولیتیک خودایمنی دارند. این بالاترین نرخ در کودکان سنین پیش از دبستان است. وقتی کم‌خونی همولیتیک در کودکان به وجود آید، معمولاً ناشی از یک ویروس یا عفونت است. اغلب اوقات نیازی به درمان ندارد و علائم بدون مداخلهٔ پزشکی از بین می‌روند. کودکانی که نیازمند درمان هستند همان روش‌هایی درمانی که برای بزرگسالان استفاده می‌شود، شامل حالشان می‌شود. این بیماری به دلیل خستگی زندگی روزمرهٔ کودک را تحت تأثیر قرار دهد و در این صورت نیازمند حمایت درمانی است از جمله انجام آزمایش. والدین باید توجه کنند که این موارد در مورد کودک انجام می‌شود:
- داشتن یک رژیم غذایی متعادل
- استراحت و مصرف مایعات به میزان کافی
- برنامه‌ریزی فعالیت‌ها به روشی که کودک قادر به کنترل بیماری‌اش باشد.